# جرج دوبسون (بازیکن فوتبال، زاده ۱۸۶۲)
جرج دوبسون (انگلیسی: George Dobson؛ آوریل ۱۸۶۲ – ۱۶ اکتبر ۱۹۴۱) بازیکن فوتبال اهل بریتانیا بود.
از باشگاه‌هایی که در آن بازی کرده‌است می‌توان به باشگاه فوتبال اورتون اشاره کرد.